# فرق الأكسجين الشرياني الوريدي
فرق الأكسجين الشرياني الوريدي أو a-vo2 هو الاختلاف في مكونات الأكسجين في الدم بين الأوردة الدموية والشريان وهذا دلالة على كمية الأكسجين الذي تتم إزالته من الدم في الشعيرات الموزعة. في الجسم فرق a-vo2. ونتاج القلق هم من العوامل الرئيسية الذي تسمح في كمية استهلاك الأكسجين في الجسم وأيضاً مهمة في قياس vo2، يقاس الفرق في vo2 بالعادة بالميلليتر من الأكسجين لكل 100 مللتر من الدم.

## قياس
فرق الأكسجين الشرياني الوريدي بالعادة يأخذ من خلال المقارنة في اختلاف تركيز الأكسجين في للدم المؤكسج في الشريان. العضدي وتركيز الأكسجين في الدم الغير مؤكسج من المزيج الموجود في الشريان الرئوي. (مؤشر للنموذج المزيج الوريدي) ببيسط العبارة. a-vo2 =ca=CV فرق فان نسبة الأكسجين في الدم الشرياني (الدم المؤكسج) = ca نسبة الأكسجين في الدم الوريدي (الدم غير مؤكسج) = CV الوحدة المعتادة لفرق الأكسجين هي ملليلتر لكل 100 ملليلتر من الدم وغير ذلك يمكن أن تستخدم وحدات أخرى مثل الميكرومول لكل ملليتر خاصة في الاستخدامات الطبية بالتدرب فرق a-vo2 يمكن لتحديده باستخدام (flick principle) بدلاً من أخذ عينة دم مباشره. ويمكن قياس استهلاك الأكسجين (vo2) من خلال قياس التنفس للوصول إلى التركيز الغازي في الهواء المخرج مقارنة مع الهواء المستنشق. ويمكن الوصول إلى النتائج القلبي باستخدام الموجات الفوق صوتية (دوبلر) يحتوي الدم الشرياني بشكل عام تركيز أكسجين حوالي 20مل -100 فإن الدم الوريدي مع تركيز أكسجين 15 مل -100مل إلى قيم نموذجية ل a-vo2 تختلف حوالي 5مل -100 مل من خلال التمارين يستطيع أن يزيد الفرق. 16مل -100مل خلال تشغيل العضلات تستخرج أكسجين من الدم أكثر مما تفعله أثناء الراحة وبدلاً من هذا لكي نحصل على كفاءة الرئتين في تحديد مستويات أكسجين الدم. يمكن أخذ فرق vo2 من خلال مقارنة الدم من الشريان الرئوي وفي هذه الحالة القيمة السلبية للفرق a-vo2 سيزداد محتوى الأكسجين في الدم.

## تأثير التمرين
يؤدي التدريب الفيزيائي إلى زيادة في أكسجين الشريان الوريدي باختلاف كل الأفراد وشدة التمارين والعضلات تزيد من كمية الأكسجين المستخرجة من الدم وبالتالي يزداد فرق الناتج الموجود في a-vo2 . أكثر فرق في a-vo2 بالعادة يكون في الرياضيين المتدربين أكثر من الأفراد الغير رياضيين. ونتيجة التمارين الهوائية يؤدي إلى تضخيم الخلايا في ألياف العضلة البطيئة. وبشكل رئيسي تزداد الشعيرات الدموية الزيادة في الأسرة الشعرية. في العضلات تعنى أن إمداد. الدم لهذه العضلات يمكن أن يكون أكثر وتنتشر الأكسجين وثاني اكسيد الكربون والمتستقلبات الأخرى مع تدريب العضلات يثبت القدرة على استخراج الأكسجين من الدم ومعالجة الأكسجين. ويمكن سبي تعديلات الميتوكندريا. وزيادة محتوى الميوغلوبين في العضلات عرضت الأبحاث في اتباع البدء في التمارين يكون تأخير في زيادة الفرق a-vo2. له تأثير في التغيير الكلي في vo2 فقط في المراحل المبكرة من التمرين وينتج الزيادة المبكرة في استهلاك الأكسجين بعد التغيير المفاجئ في متسويات التمرين من زيادة إنتاج القلب. ومع ذلك وجد أن زيادة الحد الأقصى من فرق a-vo2 الناتج عن التكييف مع برنامج التدريب الرياضي ممكن أن يفسر معظم الاختلاف في vo2max في الموضوعات المشاركة في الحد الأقصى في التدريب.